# Tonka Petrovová
Tonka Petrovová (* 1. února 1947 Jambol) je bývalá bulharská atletka, běžkyně, která se věnovala středním tratím.

## Sportovní kariéra
Na evropském halovém šampionátu v roce 1973 vybojovala stříbrnou medaili v běhu na 1500 metrů. O rok později s stala v této disciplíně halovou mistryní Evropy a získala stříbrnou medaili v štafetě na 4 x 392 metrů.